# Himerarctia tenebrata
Himerarctia tenebrata är en fjärilsart som beskrevs av Adalbert Seitz 1921. Himerarctia tenebrata ingår i släktet Himerarctia och familjen björnspinnare. Inga underarter finns listade i Catalogue of Life.